# Sympherobius
Sympherobius är ett släkte av insekter som beskrevs av Banks 1904. Sympherobius ingår i familjen florsländor.

## Dottertaxa tillSympherobius, i alfabetisk ordning[1][2]
- Sympherobius amazonicus
- Sympherobius amiculus
- Sympherobius angustus
- Sympherobius ariasi
- Sympherobius arizonicus
- Sympherobius axillaris
- Sympherobius barberi
- Sympherobius beameri
- Sympherobius bifasciatus
- Sympherobius bisignatus
- Sympherobius blanchardi
- Sympherobius californicus
- Sympherobius constrictus
- Sympherobius dilutus
- Sympherobius distinctus
- Sympherobius domesticus
- Sympherobius elegans
- Sympherobius exiguus
- Sympherobius fallax
- Sympherobius fuscescens
- Sympherobius fuscinervis
- Sympherobius gayi
- Sympherobius gratiosus
- Sympherobius hainanus
- Sympherobius humilis
- Sympherobius innoceus
- Sympherobius insulanus
- Sympherobius intermedius
- Sympherobius intervenalis
- Sympherobius killingtoni
- Sympherobius klapaleki
- Sympherobius limbus
- Sympherobius manchuricus
- Sympherobius marginatus
- Sympherobius marmoratipennis
- Sympherobius mirandus
- Sympherobius notatus
- Sympherobius occidentalis
- Sympherobius parvus
- Sympherobius pellucidus
- Sympherobius perparvus
- Sympherobius piceaticus
- Sympherobius pictus
- Sympherobius pupillus
- Sympherobius pygmaeus
- Sympherobius quadricuspis
- Sympherobius riudori
- Sympherobius scriptus
- Sympherobius signatus
- Sympherobius similis
- Sympherobius subcostalis
- Sympherobius tessellatus
- Sympherobius tuomurensis
- Sympherobius umbratus
- Sympherobius wuyianus
- Sympherobius yunpinus
- Sympherobius zelenyi